# Дитхелм V/VI фон Тогенбург
Дитхелм V/VI (I) фон Тогенбург (на немски: Diethelm V/VI (I), Graf von Toggenburg; † 1230) е граф на Тогенбург, днес в кантон Санкт Гален в Швейцария.

## Произход
Той е син на Дитхелм V фон Тогенбург († 1205/1209). Внук е на Дитхелм III/IV фон Тогенбург († сл. 1176) и съпругата му Ита фон Хомберг († 1200), дъщеря на Вернер I фон Тирщайн-Хомберг († сл. 1154) и дъщерята на граф Фридрих I фон Цолерн († сл. 1139).

## Фамилия
Дитхелм V/VI (I) фон Тогенбург се жени за Гута фон Раперсвил († сл. 24 ноември 1229), дъщеря на Улрих цу Ванделбург, граф фон Раперсвил. Те имат децата:
- Дитхелм VII (VI/I) фон Тогенбург († 25 януари 1235), женен пр. 31 януари 1221 г. за графиня Гертруд фон Нойенбург († пр. 22 март 1260), дъщеря на граф Улрих III фон Нидау/дьо Ньошател († 1225) и Гертруд фон Еберщайн († сл. 1201/пр. 1220)
- Фридрих I (II) фон Тогенбург († 12 декември 1226, дворец Ренгерсвил), женен за дъщеря на граф Хуго I фон Монфор-Брегенц († 1228)
- дещеря, омъжена вер. за Рудолф фон Гютинген († сл. 1266)
- Хайнрих фон Тогенбург († сл. 1274), рицарски майстер на „Св. Йоан“ в Елзас и Брайзгау 1252, на „Св. Йоан“ в Горна Германия 1257, комтур в Бубикон 1259/63 и в Нойенбург ам Рейн 1271.